# Capuchonwidavink
De capuchonwidavink (Euplectes laticauda) is een zangvogel uit de familie Ploceidae (Wevers). De vogel werd in 1823 door de Duitse natuuronderzoeker Martin Lichtenstein geldig beschreven als Fringilla laticauda. 

## Kenmerken
Het mannetje is 25 cm lang. In het broedseizoen is het mannetje zwart met een lange staart en een rode kruin en hals, waarbij het lijkt of het rood in de vorm van een capuchon om de kop zit.

## Verspreiding en leefgebied
- E. l. laticauda: zuidoostelijk Soedan, Eritrea en Ethiopië.
- E. l. suahelicus: van centraal Kenia tot noordelijk Tanzania.

De leefgebieden liggen in een groot aantal landschapstypen, van moerasbos tot droge savanne met struikgewas op hoogten tussen 700 en 3400 meter boven zeeniveau. Het is geen bedreigde vogelsoort.